# Mannerheimintie
Koordinaten: 60° 10′ 8″ N, 24° 56′ 24″ O

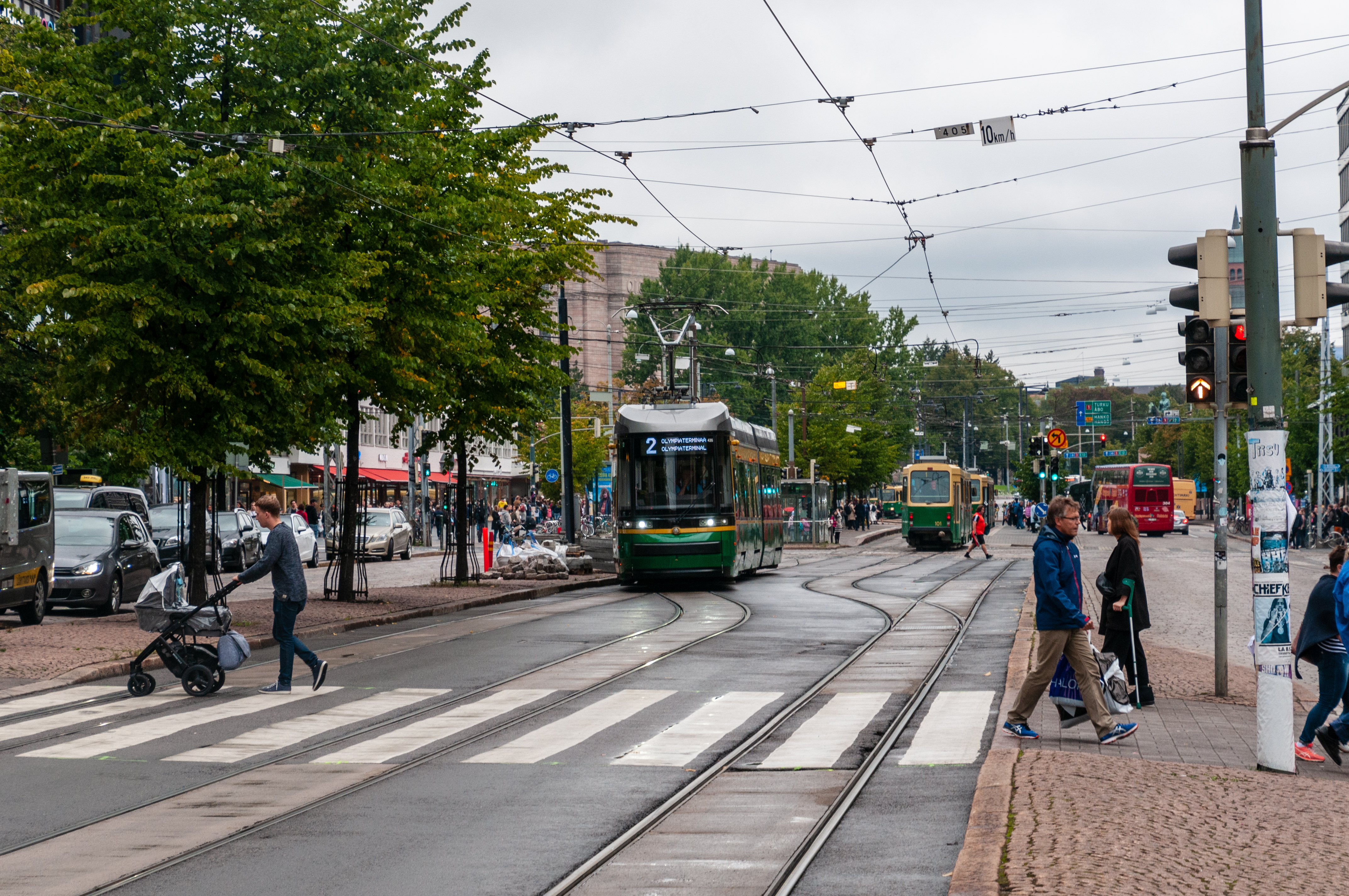
Mannerheimintie in der Nähe des Stadtzentrums

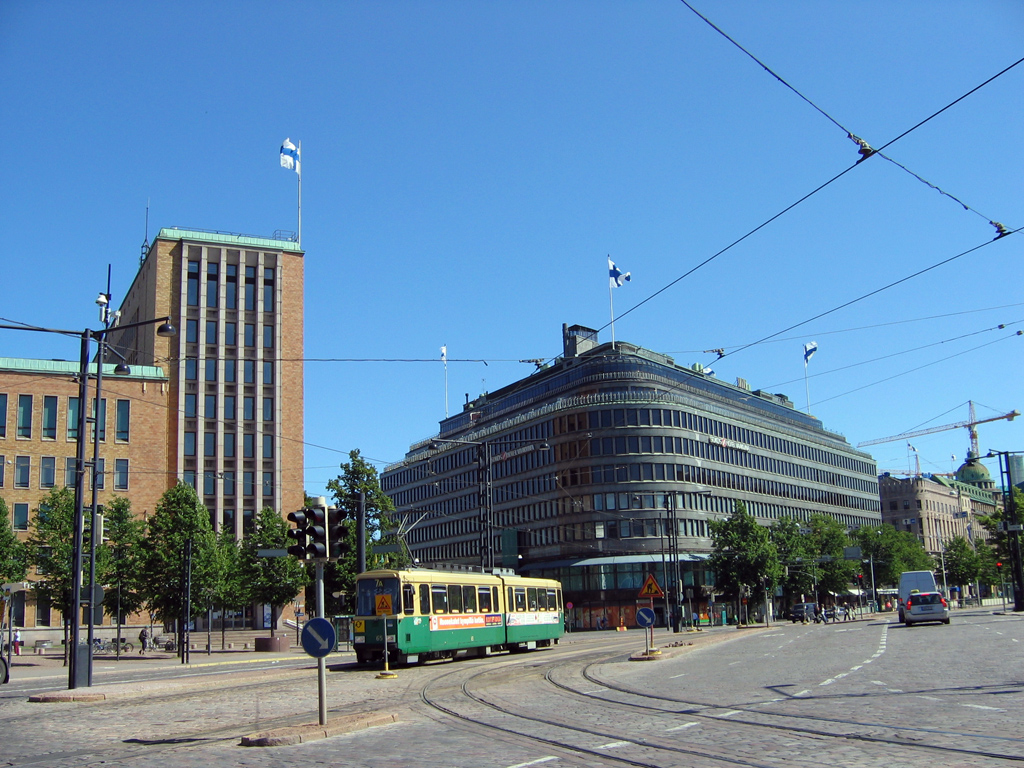
Hauptpost und Sokos

Mannerheimintie (finnisch) oder Mannerheimvägen (schwedisch, beides bedeutet „Mannerheimweg“) ist ein nach dem finnischen Marschall und Staatsmann Carl Gustaf Emil Mannerheim benannter Boulevard in der finnischen Hauptstadt Helsinki. Die Straße war ursprünglich nach Robert Henrik (Heikki) Rehbinder als Henriksgatan/Heikinkatu benannt und wurde nach dem Winterkrieg umbenannt.
Die etwa 5,5 Kilometer lange Hauptstraße verläuft vom Platz Erottaja im Stadtinneren mit dem Schwedischen Theater nordwestwärts, vorbei am Kaufhaus Stockmann, durchläuft die Stadtteile Kamppi, Töölö, Meilahti, Laakso und Ruskeasuo und mündet in die Autobahn, die in Richtung Hämeenlinna und Tampere führt.
Eine Reihe berühmter Bauten sind am oder in der Nähe des Mannerheimintie gelegen: neben dem Theater und dem Kaufhaus das Gebäude des Finnischen Parlaments (Eduskuntatalo), das Gebäude der Hauptpost, das Museum Kiasma, die Finlandia-Halle, das Nationalmuseum sowie das Opernhaus von Helsinki. Zu den Denkmälern entlang des Mannerheimintie zählt das Mannerheimdenkmal. In unmittelbarer Nähe des Mannerheimintie befindet sich der Hauptbahnhof Helsinki.